# 加加馬柴山 (安卡什-瓦努科)
9°18′19″S 76°51′58″W / 9.30528°S 76.86611°W
加加馬柴山（西班牙語：Gagamachay），是秘魯的山峰，位於安卡什大區和瓦努科大區，由瓦里省和瓦馬利埃斯省負責管轄，屬於安地斯山脈的一部分，海拔高度4,400米。